# Политическое красноречие
Политическое красноречие — вид ораторского искусства, изучающий речь как средство получения и осуществления государственной власти и оказания влияния на властные структуры. Значительное развитие политического красноречия началось в начале V века до н. э., в Сиракузах. Специфика политического красноречия проявляется в аргументации и области композиции. В аргументации оно опирается на соответствующие общие места, заимствованные из политических и других текстов.
Политическое красноречие, как часть эпидейктического рода красноречия, в свою очередь, разделяется на социально-политические, политико-экономические, военно-политические тематические речи, среди которых: отчётные доклады на съездах, собраниях, конференциях; дипломатические; митинговые; агитаторские; парламентские речи. Политическое красноречие это речь перед народом, главной целью которого является влияние на ход и исход событий, с отличительными чертами в виде доступности и простоты выражений, убеждающей силы. Структура полноценной политической речи есть синтез образцов инновационного сознания личности, транслируемых в образ речи на основе этической позиции оратора, отождествлённой с образом корпорации.
Политическое красноречие характеризуется большой энергией, рассчитанной аргументацией, полемичностью, остроумием, доходчивостью, отсутствием плавных переходов к противоположному (полутонов), открытой – иногда ложнопровокационной – авторской позицией.

## Функция и полемичность политической речи
Функция политического текста заключается в стремлении убедить аудиторию в верность изображённой в речи картины мира, с аргументацией как к интеллектуальному принятию, так и к её мобилизации для поддержки установленной точки зрения. Целью такой аргументации является изменение в потенциальной политической аудитории, путём принципиальной направленности на конкретного слушателя.
Полемичность политической риторики приоритетно базируется на отклонении используемых оппонентами доводов, чем одобрении, то есть конфликте, который обнаруживается рассмотрением эксплицитных и имплицитных негативных образов в текстах. Оратор апеллирует к уже написанному или произнесённому, примыкает или отъединяется с определённой политической традицией, при анализе речей которого раскрываются система аргументации, риторические средства и приёмы, используемые автором текста.